# محور توان‌دهی
محور توان‌دهی (به انگلیسی: Power take-off)عبارت است از توان کشی از موتور به منظور راه اندازی دستگاه‌های ثابت زراعی یا دستگاه‌های پیرو تراکتور در زمین‌های کشاورزی یا کامیون و کشنده که این امر به وسیلهٔ محور تواندهی انتهایی وسیله مقدور است که توان مورد نیاز خود را از موتور دریافت کرده که به صورت کاملاً مکانیکی کار می‌کند و شامل تعدادی چرخ دنده است که می‌تواند به یکی از سه صورت زیر باشد :

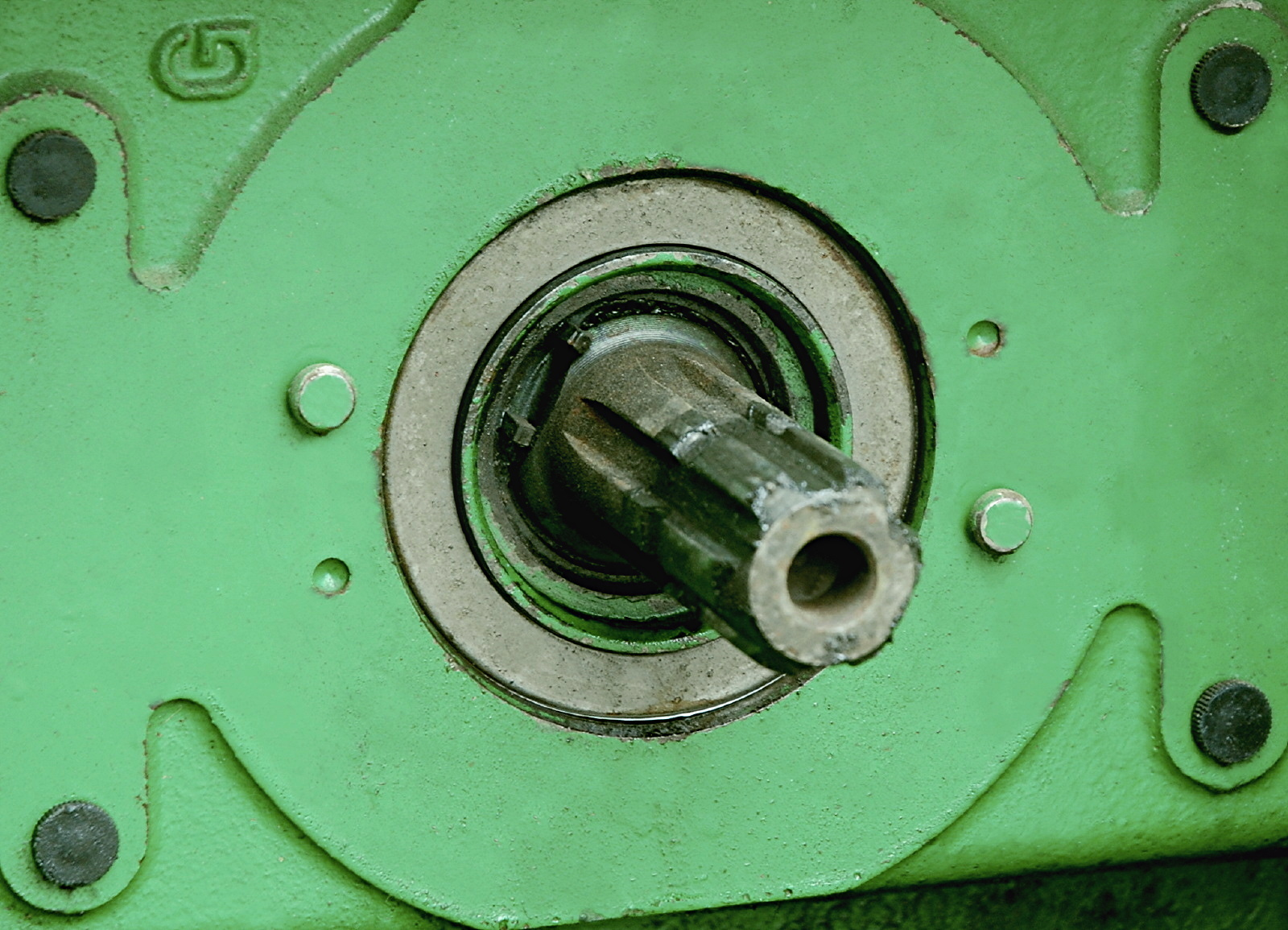

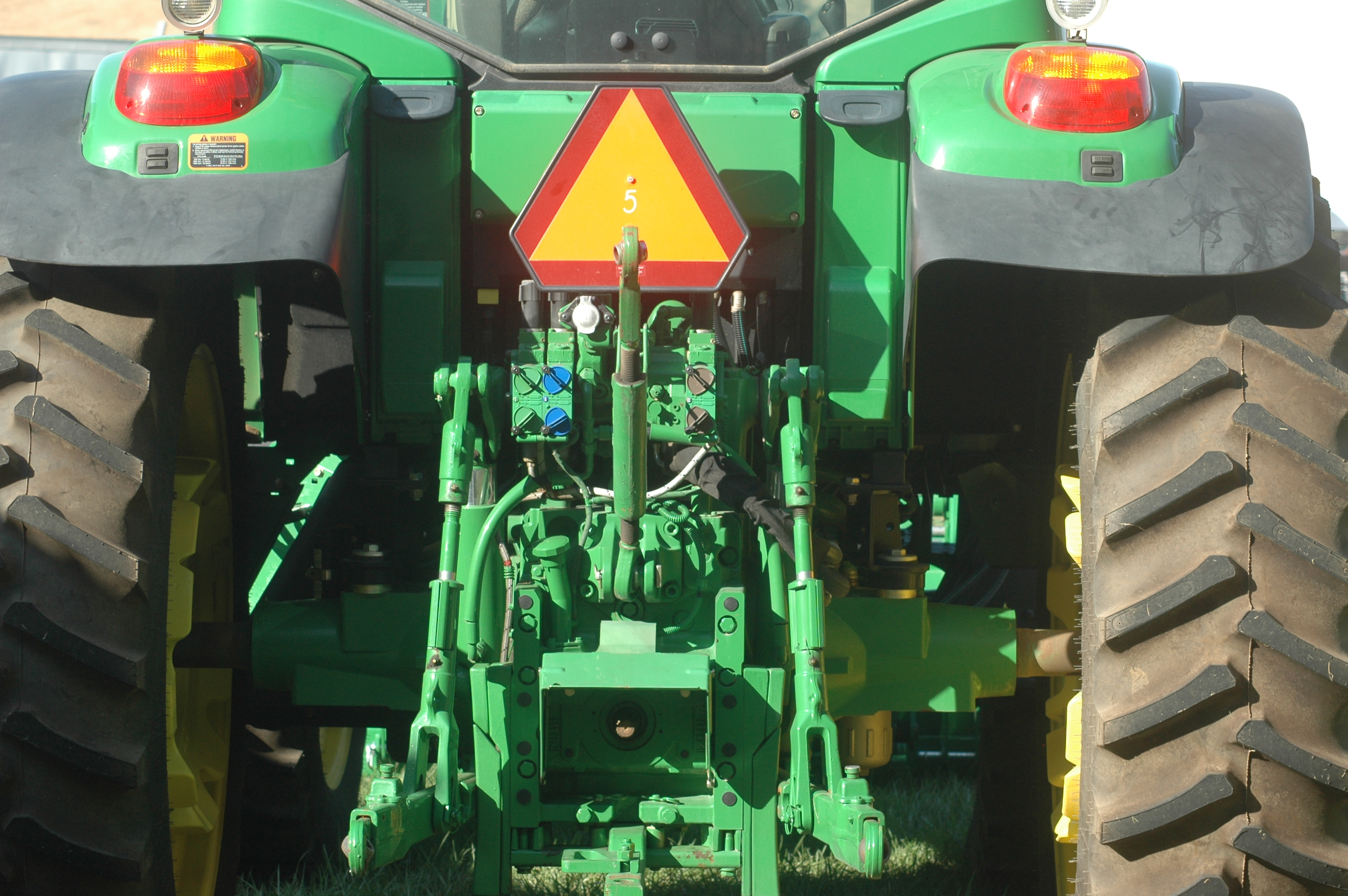

۱- در این حالت که شفتهای ابتدایی به این صورت بوده‌اند ، توان خود را از قسمت جعبه دنده میگرفتند که در این صورت گردش این شفتها کاملاً وابسته به حرکت کردن تراکتور بر روی زمین بوده‌است و سرعت گردش این شفت‌ها به وسیلهٔ یک سری چرخ تنظیم میشده‌است ، که در یک دور موتور مشخص تأمین میشده‌است .
۲- نوع دیگر این شفتها که به شفتهای LPTO معروف شدند و مخفف عبارت Live Power take-off است از برتری خاصی نسبت به گونه قبلی خود برخوردار بوده که از یک کلاچ دومرحله ای بر روی تراکتور بهره میبرد که همین امر باعث شد تا بتوان از این قابلیت در هنگام توقف تراکتور بر روی زمین نیز استفاده کرد که در این حالت دو کلاچ بر روی فلایویل نصب می‌شود که در صورت خلاص شدن جعبه دنده اصلی به وسیلهٔ یک شفت تو در تو توان از موتور به شفت PTO انتقال یابد .
۳- این نوع شفت که خود نیز یک نوع دیگر از شفتهای LPTO است ، دارای یک جعبه دنده جداگانه بوده که در این صورت دارای کلاچ جداگانه هستند .

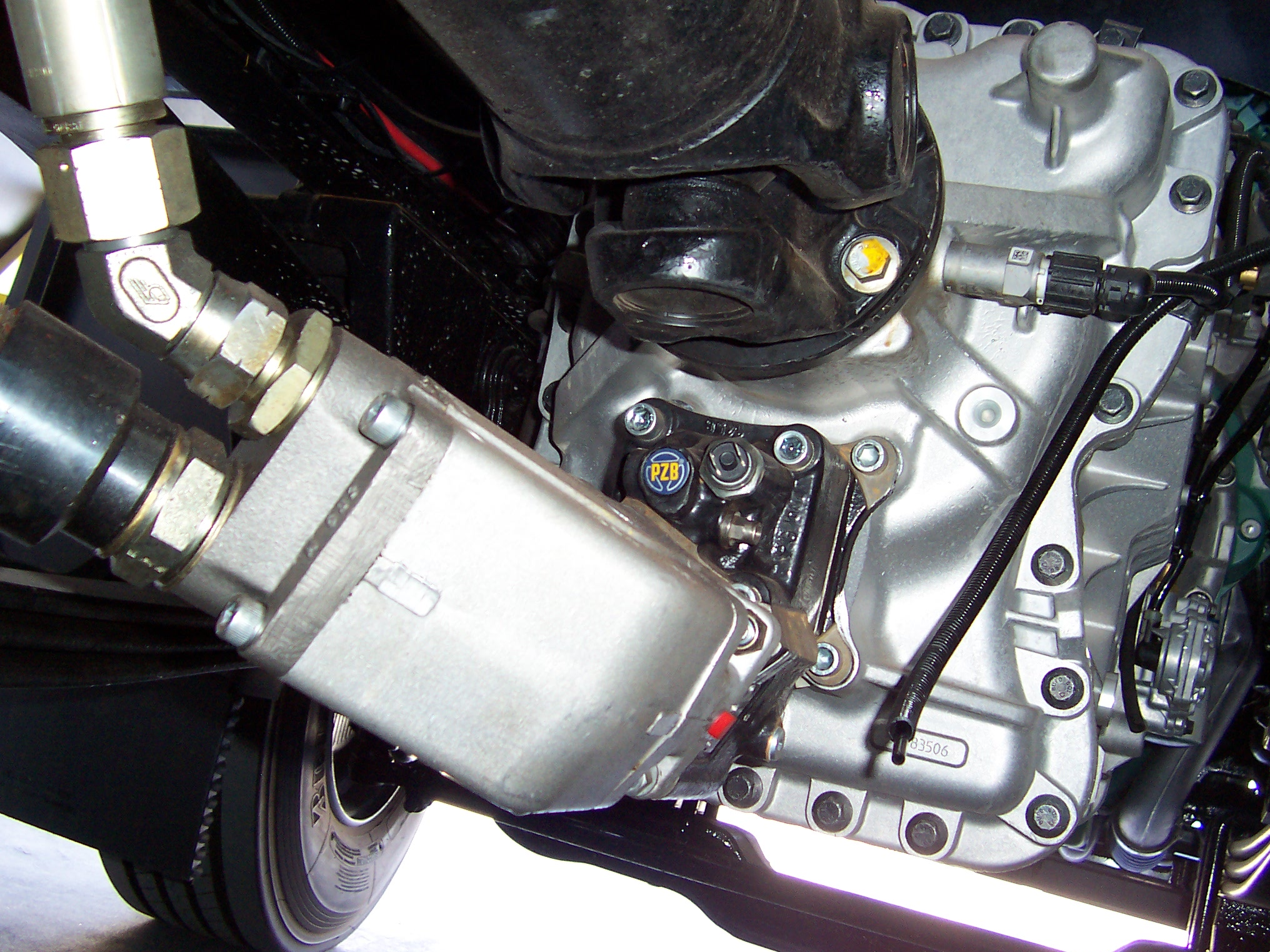